# Hagar Peeters
Hagar Peeters (geboren 12. Mai 1972 in Amsterdam) ist eine niederländische Schriftstellerin. 

## Leben
Hagar Peeters ist eine Tochter des niederländischen Sozialwissenschaftlers Herman Vuijsje (geboren 1946). Sie studierte Kulturwissenschaft und Literaturwissenschaft an der Universität Utrecht und  wurde mit einer Dissertation über den Einbrecher Gerrit de Stotteraar promoviert.
Peeters begann als Rapperin und veröffentlichte 1999 ihren ersten Gedichtband Genoeg gedicht over de liefde vandaag. Ihr 2003 erschienener zweiter Band Koffers Zeelucht erhielt sowohl den J.C. Bloemprijs als auch den Jo Peters Poëzieprijs. 
Gedichte von ihr wurden von den Sängern Herman van Veen, Wende Snijders und Martin Buitenhuis vertont.
2015 erschien ihr erster Roman Malva. Der Roman behandelt das Schicksal von Malva Marina Trinidad Reyes (1934–1943), der „vergessenen“ Tochter des chilenischen Dichters Pablo Neruda und dessen erster Frau Maria Hagenaar. Das Buch wurde 2016 mit dem Fintro-Literaturpreis ausgezeichnet und stand auf der Shortlist des Opzij-Literaturpreises. Eine deutsche Übersetzung erschien 2018.

## Werke (Auswahl)
- Genoeg gedicht over de liefde vandaag. Amsterdam : Podium, 1999
- Gerrit de Stotteraar – Biografie van een boef.  Amsterdam : Podium, 2001
- Nachtzwemmen. Amsterdam : Perdu, 2004
- Koffers zeelucht. Amsterdam : De Bezige Bij, 2005
- Loper van licht. Amsterdam : De Bezige Bij, 2008
- Wasdom. Amsterdam : De Bezige Bij, 2011
- Gedichten voor Wich. Wich & De Vos, 2012
- Malva. Roman. Amsterdam : De bezige Bij, 2015 ISBN 9789023492665
  - Malva. Roman. Übersetzung Arne Braun. Göttingen : Wallstein, 2018 ISBN 978-3-8353-3341-3